# Exilisia quadripunctata
Exilisia quadripunctata är en fjärilsart som beskrevs av De Toulgoët 1956. Exilisia quadripunctata ingår i släktet Exilisia och familjen björnspinnare. Inga underarter finns listade i Catalogue of Life.